# Család (település)
Család (szlovákul Čeľadice) község Szlovákiában, a Nyitrai kerületben, a Nyitrai járásban.

## Fekvése
Nyitrától 12 km-re, keletre fekszik.

## Nevének eredete
Neve a szláv cseléd = rab, szolga szóból származik, eredetileg valószínűleg szolgálók települése volt.

## Története
1113-ban "Scala" néven említik először a zoborhegyi apátság birtokai között. A 12. században a nyitrai vár tartozéka. Lakói főként mezőgazdasággal és kézművességgel foglalkoztak. 1232-ben "Chalad" alakban említik. 1312-ben már megvolt a plébániája. 1316-ban Gyarmati György a birtokosa. 1374-ben a Családi és Ludányi családok birtoka. 1616-ban a Forgáchoké, később több nemesi családé, így a Bacskády, Emődy, Hunyadi, Jánoky, Simányi, gróf Cseszneky, Babothy, Desericzky, Borsiczky családé és másoké. 1715-ben szőlőskertje és 10 háztartása volt. 1751-ben 32 család élt a településen. 1787-ben 56 házában 529 lakos élt. 1828-ban 59 háza volt 411 lakossal, akik mezőgazdasággal, napszámos munkákkal foglalkoztak.
Vályi András szerint: "CSALÁD. Jó tót falu Nyitra Vármegyében, birtokosai külömbféle Urak, lakosai katolikusok, fekszik Nagy Hindhez közel, ’s ennek filiája, Nyitrától, egy és 3/4. mértföldnyire, határja termékeny, tűzi fája elég, szőlei termékenyek, borát könnyen elárúlhattya, helyben gyümöltsös kertyei jók, elegendő legelője van, malma helyben, piatzozása egy órányira, első Osztálybéli."
Nyitra vármegye monográfiája szerint: "Család, tót falu Barsmegye határán, Bodoktól északkeletre. Lakosainak száma 561, vallásuk r. kath. Postája Pográny, táviró és vasúti állomása Nyitra. Temploma a mult század közepén épült. A XII. században a nyitrai vár tartozéka volt. Későbbi földesurai a Babóthyak, Tersztyánszkyak és Kelecsényiek voltak."
A trianoni békeszerződésig Nyitra vármegye Nyitrai járásához tartozott.
Ún. siska típusú kemence is ismert a faluból.

## Népessége
| Év:            | 1994. | 2004.   | 2014.    | 2024.    |
| -------------- | ----- | ------- | -------- | -------- |
| Emberek száma: | 786   | 762     | 930      | 1109     |
| Eltérés:       |       | -3,05 % | +22,04 % | +19,24 % |

| Év:            | 2023. | 2024.   |
| -------------- | ----- | ------- |
| Emberek száma: | 1075  | 1109    |
| Eltérés:       |       | +3,16 % |

1850-ben 408 lakosa volt.
1880-ban 486 lakosából 384 szlovák, 50 magyar, 41 német anyanyelvű és 11 csecsemő; ebből 445 római katolikus, 37 zsidó és 4 evangélikus vallású volt.
1890-ben 561 lakosából 45 magyar és 491 szlovák anyanyelvű volt.
1900-ban 543 lakosából 56 magyar és 467 szlovák anyanyelvű volt.
1910-ben 540 lakosából 486 szlovák, 43 magyar és 11 német anyanyelvű volt.
1921-ben 647 lakosából 25 magyar, 4 zsidó, 3 német és 615 csehszlovák volt. Ebből 633 római katolikus, 11 izraelita és 3 evangélikus vallású volt.
1930-ban 770 lakosából 764 csehszlovák, 5 zsidó és 1 egyéb nemzetiségű volt. Ebből 760 római katolikus, 8 izraelita és 2 református vallású volt.
1970-ben 1132 lakosából 1 magyar, 2 cseh és 1129 szlovák volt.
1980-ban 1005 lakosából 7 magyar, 2 cseh, 995 szlovák és 1 ismeretlen nemzetiségű volt. 
1991-ben 796 lakosából 6 magyar, 2 cseh és 788 szlovák volt.
2001-ben 746 lakosából 736 szlovák és 4 magyar volt.
2011-ben 914 lakosából 878 szlovák, 9 magyar, 4 cseh és 20 ismeretlen nemzetiségű volt.
2021-ben 1078 lakosából 1032 (+2) szlovák, 13 (+1) magyar, 1 cigány, (+1) ruszin, 9 (+1) egyéb és 23 ismeretlen nemzetiségű volt.

## Nevezetességei

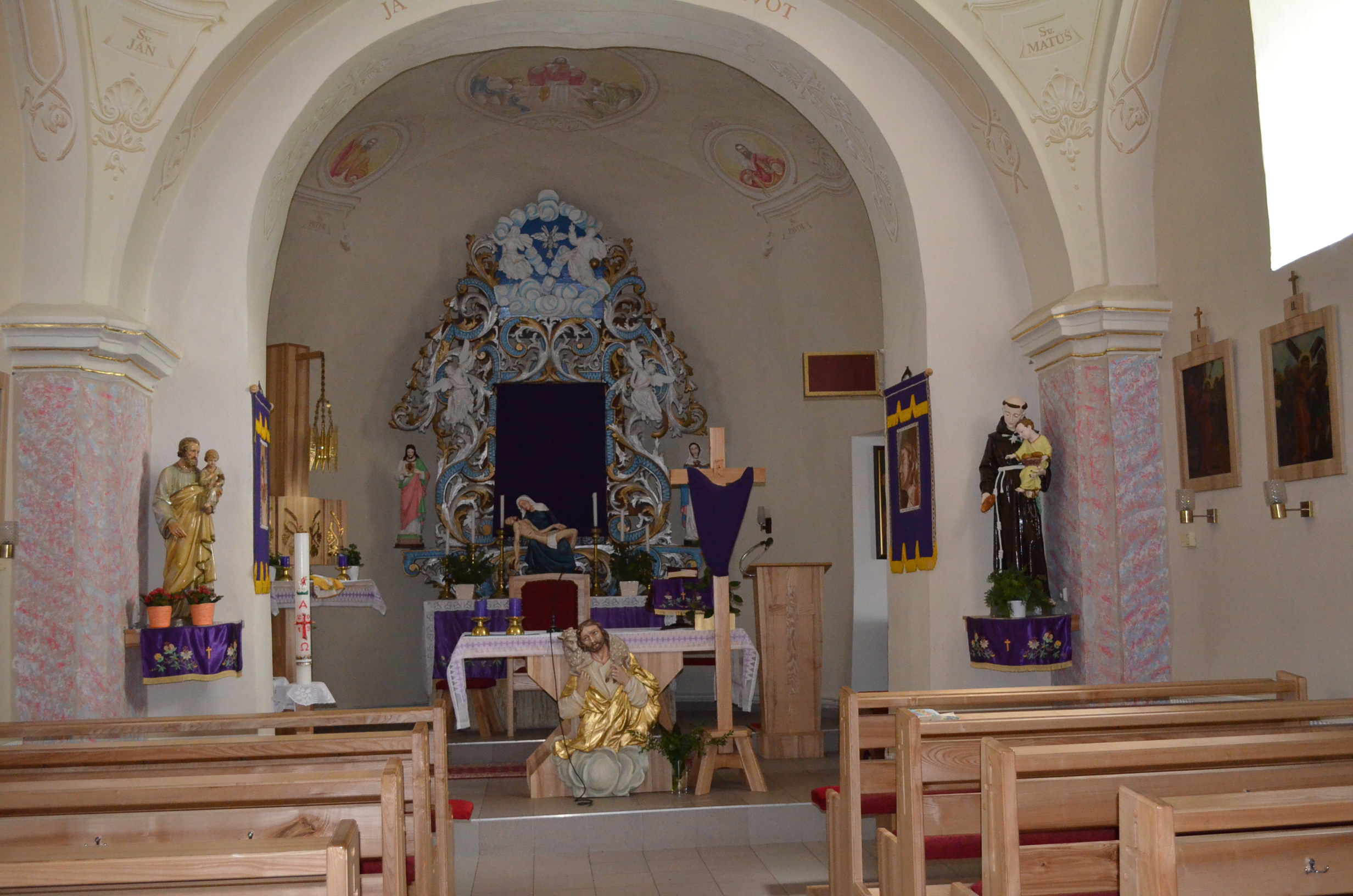
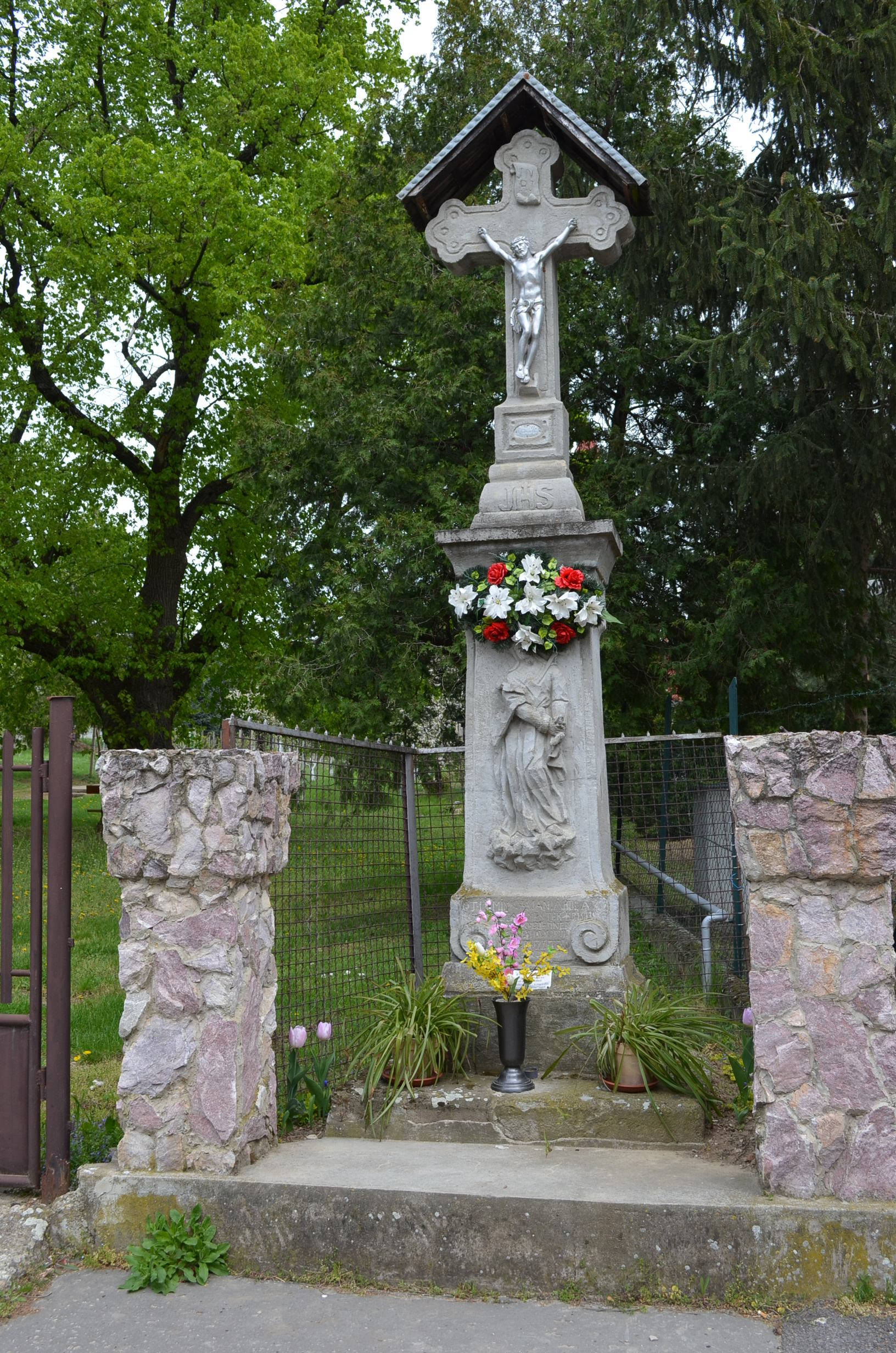
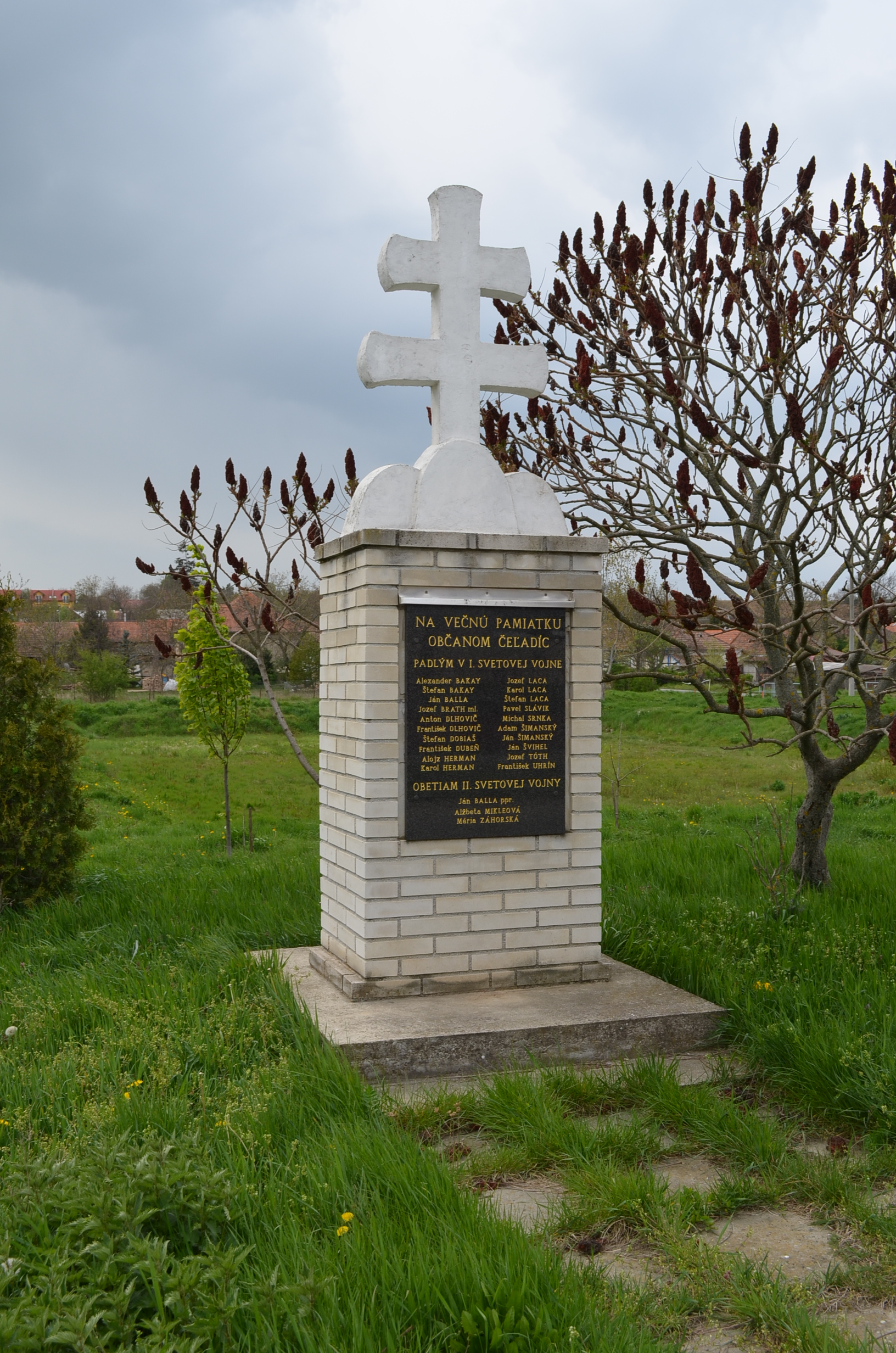

- Szent Katalin tiszteletére épített temploma a 12. században épült. Fából faragott oltára és monstranciája 17. századi. Tornya 1797-ben épült. A 19. században átépítették.